# 边元鼎
邊元鼎（？—？），字德舉，豐州（治今内蒙古呼和浩特白塔镇）人。
遼朝狀元邊貫道第三子。生卒年不詳。自幼資稟疏俊，十歲能詩，與兄邊元勳、邊元恕俱有時名，號“三邊”。天德三年（1151年）進士，以事停銓。世宗完顏雍即位，太師张浩表薦為翰林供奉，出京為邢州幕官。再度被誣告去職，遂心灰意冷，從此不再為官。所作诗文有高意，為時輩所不及。诗中佳句如：“雲鐘號曉月，風絮亂春燈”“五更好夢經年事，三月殘花一夜風”等。著有《供奉集》。《中州集》卷二存其诗四十二首。